# Le notti
Le notti è un'opera lirica in tre atti con libretto e musica di Luciano Bettarini. Mai rappresentata, l'opera è dedicata alla città di Prato.
Gli atti, che hanno un sottotitolo: La santa notte, La notte del Mille, L'ultima notte, sono collocati in periodi storici distanti di un millennio e, di conseguenza, diversi sia nell'impianto storico come nello stile musicale e strumentale, pur mantenendo tra loro alcune analogie.
Ad esempio il ruolo della Madre è quello di un personaggio chiave presente in tutti e tre gli atti. Altra caratteristica che lega le vicende è il contenuto spirituale e religioso che pervade tutto il lavoro.
Le azioni sono inserite nella dinamica di tre eventi straordinari che avvengono nel breve periodo che intercorre tra le ore 23:30 e le 24 delle tre eccezionali notti.

## Trama
Il I atto: La santa notte riguarda, la nascita di Cristo ed è ambientato nell'albergo-locanda dove Maria e Giuseppe, la notte dell'Avvento, bussarono inutilmente per chiedere alloggio.
Il II atto mette in scena la grande paura della notte del Mille, in cui si è temuta la fine del mondo. L'azione si volge nella grande piazza della Pieve di Santo Stefano a Prato (l'attuale Cattedrale).
Infine, nel III atto, viene rappresentata l'ultima notte del Duemila. Qui l'azione scenica si svolge in un bunker sotterraneo dove uno scienziato, insieme con due suoi assistenti, decreta e attua la definitiva fine del mondo.

### La santa notte
Il I atto si apre su un vasto interno di un albergo di Betlemme la notte dell'Avvento. Persone di varie razze e nazionalità sono radunate per il censimento ordinato da Erode: soldati romani, mercanti e clienti abituali dell'albergo. Particolarmente in evidenza è Nifro, un giovane nubiano; ha con sé una cetra e, di tanto in tanto, ne pizzica le corde. Molti clienti sono intenti al gioco dei dadi o degli scacchi; altri assistono parteggiando per l'uno o per l'altro. In un lato della grande stanza, quasi in un sottoscala debolmente illuminato, un bambino emaciato è disteso sopra un lettino, assistito amorevolmente dal padre e dalla madre, proprietari dell'albergo. I loro nomi: Efrem la madre e Raym il padre. Nel centro della stanza, in fondo ad un corridoio, si intravede la porta d'ingresso dell'albergo. È da notare, inoltre, che in tutti e tre gli atti è collocato, fuori scena, un grande orologio funzionante che segna le ore dalle 23:30 alle 24.
L'atto si apre sulla scena del gioco. A uno dei tavoli quattro soldati romani gettano i dadi. Uno di loro, Critonio, sta sommando con difficoltà le cifre. È perdente perché gli mancano due numeri per vincere la posta, ma in quel preciso momento due colpi vengono battuti sulla porta d'ingresso. Critonio li aggiunge al risultato prima ottenuto proclamandosi vincitore. A battere i colpi sono Giuseppe e Maria alla ricerca di un alloggio. I presenti, alla scherzosa battuta di Critonio, ridendo esclamano: “Vince chi bussa!” (frase che assumerà un preciso significato simbolico). Mentre Haym esce per vedere chi ha bussato, la moglie chiede al giovane nubiano di intonare una canzone per addormentare il suo figlioletto ammalato. Finita la canzone Haym rientra addolorato di non avere potuto ospitare i due pellegrini e ne commenta l'aspetto: Maria, sofferente, è sorretta da Giuseppe; sono entrambi esausti per il lungo viaggio dalla lontana Nazaret. La moglie conforta Haym assicurando che un'altra locanda, non lontana, forse avrebbe potuto accoglierli. Frattanto alcuni tra i presenti stanno entrando nelle proprie camere. I pochi rimasti pregano il giovane nubiano di cantare anche per loro una canzone, quella del Rajah che, avendo sorpreso la favorita con un giovane amante, ha ucciso i due lasciando i loro corpi preda dei corvi. L'ora è tarda. Dopo la seconda canzone di Nifro, l'albergatore sollecita gli ultimi clienti a ritirarsi perché – così dice loro – la scorta romana può passare a momenti per controllare l'orario di chiusura. Haym, dopo aver ancora una volta rievocato l'incontro con i mancati ospiti, decide di uscire per accertarsi della sorte toccata ai due pellegrini.
Poco prima, da lontano si era udito un coro di pastori. Separati dalle loro donne, identificate nel simbolico nome di Myriam (Maria), i pastori auspicavano, cantando, che trascorresse veloce il tempo nell'ansia del ritorno.
Un intermezzo sinfonico divide il coro dei pastori dalla scena seguente, in cui l'albergatore racconta alla moglie di avere appreso che i due pellegrini si sono avviati verso una grotta laggiù dietro il paese e conclude esclamando: “Poveretti!”. Un lampo illumina la scena. Haym si domanda: “Perché questo lampo? C'era la luna di fuori”. Mentre i pastori ripetono l'invocazione: “Iddio Signore! Iddio Signore!”. Il bambino degli albergatori si sveglia e si leva a sedere sul letto. La madre accorre; si vede indistintamente che il piccolo le sussurra qualcosa. Haym domanda alla moglie: “Che ha detto il bambino?”. Efrem risponde: “Non so, forse sognava; ha detto: È venuto!”. Il coro dei pastori che pronunciano il nome “Myriam” conclude il primo atto.

### La notte del Mille
La scena rappresenta la piazza delle Pieve di Santo Stefano a Prato, la notte del 31 dicembre 1999. È una grande spianata erbosa dove, senza alcuna simmetria, sorgono delle case tra le quali si intravedono strade non ancora delineate. Un piccolo cimitero è situato a fianco della facciata della chiesa. La scena è popolata da molta gente che entra ed esce ansiosamente dalla chiesa illuminata, mentre la piazza è appena rischiarata da lanterne dell'epoca.
Nel piccolo cimitero la Madre, assorta, incurante di quanto succede, è inginocchiata presso una piccola e modesta tomba. Sulla gradinata della chiesa il Pievano, rivestito con i paramenti sacri, attorniato dal clero e da un folto numero di fedeli, recita alcuni versetti dell'Apocalisse di Giovanni che, declamati sempre più drammaticamente, suscitano nel popolo ondate di emozione, di terrore e, avvicinandosi sempre più la mezzanotte, addirittura il panico. I versetti, infatti, profetizzano la fine del mondo, preceduta da spaventosi eventi: “Sopra la terra sarà gittato un mescolamento di grandine, sangue e fuoco, che ne brucerà la terza parte assieme agli alberi e alla terra verdeggiante”. “Un gran monte di fuoco si getterà nel mare, si che la terza parte del mare diventerà sangue; verranno così distrutte la terza parte delle creature del animate mare e la terza parte delle navi” o così, di seguito, altre funeste profezie. Il Pievano invita tutti a elevare alla Vergine l'inno liturgico “Ave Maria Stella”, affinché Ella interceda e salvi il suo popolo dalla minaccia di un'imminente catastrofe. Rientrano, adesso, tutti in chiesa, tranne la Madre, vicina alla tomba del suo piccolo e un gruppo di quattro giovani che discutono con animazione. Momenti di sconforto, di disperazione e di fiducia si alternano nell'animo della Madre, la quale attende la preannunciata fine del mondo: la Madre sa che i morti allora risorgeranno e che sarà così anche per suo figlio. Intanto i giovani seguitano a commentare con vivacità l'annunciato evento: due di loro sono concordi nell'affermare che veramente potrà verificarsi la fine di tutto; gli altri due lo escludono: “Il sole brilla da milioni di anni; i profeti hanno detto che il mondo finirà quando tutti i popoli avranno accolto la parola di Dio; solo allora Iddio farà sentire la sua tremenda voce di giustizia”.
La Madre interrompe la disputa per chiedere una spada, non per uccidersi, ma per aiutare il suo piccino ad uscire dalla tomba. Successivamente, mentre la scena rimane quasi vuota, un interludio orchestrale introduce la grande marcia solenne, intercalata da squilli di tromba e batter di tamburi che preannunciano l'arrivo dei Conti di Prato, preceduti da un grandioso Corteggio, a testimonianza degli splendori feudali. Sono decine e decine di partecipanti vestiti nei variopinti costumi dell'epoca. Sfilano gli armigeri, il Capo del Bargello, i consoli, i capitani dei quartieri, i magistrati, gli alfieri, i gruppi delle corporazioni e delle confraternite con i gonfaloni e gli stendardi, i balestrieri e i giullari. Tutta la scena è illuminata da una grande quantità di torce, sorrette dai torcieri. I Conti sono ossequiati dal popolo; tutti entrano in chiesa. In scena, oltre a qualche gruppetto, rimane Lamberto, un giovane che attende Mirtina, la sua innamorata, la quale esce furtivamente di chiesa correndogli incontro in un angolo della piazza. Si inizia il duetto, impostato su delicatissime sonorità dell'orchestra, i due ragazzi si dichiarano il loro amore e la loro dedizione: chiedono al Signore di essere sposati lassù in cielo se dovessero morire.
Il duetto è seguito da una soave ninna-nanna che la Madre canta, sempre più vicina alla tomba del suo piccolo. Con la ripresa della Marcia solenne, il Corteggio che precede i Conti di Prato e il popolo esce dalla chiesa disponendosi sulla piazza. Ora il Pievano, con tono solenne, prepara tutti all'imminente scoccare della mezzanotte che si udrà da una torre vicina, impartisce la benedizione mentre il popolo accompagna i dodici rintocchi con crescente terrore, gridando sempre più forte: “Miserere di noi!”. Dopo il 12º colpo un silenzio assoluto viene interrotto dal grido della Madre che sviene sulla tomba e dal Pievano che a gran voce intona il “Te Deum”, seguiti dal popolo e dal suono delle tante campane di Prato.

### L'ultima notte
Nel III atto sono rappresentati gli ultimi 30 minuti che dividono il secolo XX dal XXI. Il cast è affidato quasi interamente ad attori di prosa. C'è soltanto un piccolo intervento vocale della Madre, personaggio presente in tutti e tre gli atti. Gli attori di prosa sono lo scienziato e i due assistenti. La scena è ambientata nella cabina sotterranea di una base di lancio missilistica. Simile ad un grande laboratorio spaziale, la cabina è attrezzata con complicati congegni e con un gigantesco cervello elettronico che ingombra quasi tutto lo spazio. Da un lato della scena una porticina blindata conduce all'appartamento privato dello scienziato. Addossato alla parete di fondo c'è un grande schermo televisivo di fronte al quale lo scienziato e i suoi assistenti seguono le immagini che si configurano attraverso parole e numeri, pronunciati dallo scienziato in un microfono che egli porta addosso: parole e numeri, trasformati in impulsi elettronici, mostrano quei luoghi della terra che mediante sofisticati congegni saranno distrutti dagli ordini dello scienziato.
Si tratta dell'ultima azione di una guerra che ha cancellato i tre quarti dell'umanità.
Le immagini che si susseguono sul teleschermo testimoniano la catastrofe nucleare: grandi città in completa rovina, enormi estensioni di terreno semidistrutte. Nella sua lucida follia, lo scienziato continua ad accanirsi lanciando, senza sosta, altri missili. I due assistenti tentano inutilmente di fermare la sua pazza determinazione facendo appello al barlume di umanità che ancora gli resta. “Io... io”, egli farnetica “sono stato designato a compiere la grande missione. L'annullamento di quanto era vivo sul nostro pianeta è affidato alla mia capacità intellettiva”. Lo scienziato, sempre rivolgendosi agli assistenti, ribadisce le sue assurde teorie sulla creazione del mondo affermando che “la terra, al pari dei miliardi di mondi sparsi nell'universo, altro non è che un globulo del sangue di Dio; sangue che, trasformato nell'Essenza dell'amore, ricongiungerà l'universo intero al suo creatore quando cesserà il moto, che mai ha conosciuto soste, risolvendosi in una eterna immobilità”. Un'improvvisa lucidità interrompe il delirio dello scienziato soltanto quando la Madre (sua moglie) si presenta in scena portando sulle braccia il figlioletto addormentato. “Salvalo! Almeno lui!”. Così comincia il disperato appello della Madre.
È l'unica pagina cantata del III atto. Precedentemente la musica dodecafonica, politonale, concreta, elettronica, ha fatto da sfondo alla drammatica vicenda. Uscita la Madre, che inutilmente ha implorato il marito-scienziato, un nastro magnetico commenta il precipitare degli eventi quasi fino alla fine dell'atto. Ma ora, riprendendo la tesi lo scienziato si esalta al ricordo di quanto egli ha fatto per l'umanità, deviando il corso delle nubi, rendendo fertili i deserti e le sterminate lande ghiacciate. Purtroppo non c'è più tempo per operare un radicale rivolgimento. Ancora sconvolto per l'incapacità di salvare il figlio, lo scienziato è ripreso dal delirio e, mentre in palcoscenico comincia ad attenuarsi la luce, egli conclude urlando: “A cosa servi tu, conoscenza? A cosa servi tu, ragione, intuizione, scienza, istinto, sentimento?”. Da dietro le scene un coro lontanissimo, omofonico, con armonie tradizionali e arcaiche, canta quattro versetti tratti da un antico libro religioso: L'imitazione di Cristo.
- Gli uomini passano ma la verità del Signore sta in eterno.
- Chi segue me non cammina tra le tenebre.
- Solo Iddio eterno e immenso, che tutto di se riempie, è conforto dell'anima e vera letizia del cuore.
- Credi in me ed abbi fiducia nella mia misericordia. E così sia.

Durante l'esecuzione corale l'orologio in scena farà sentire i suoi battiti. Siamo così arrivati alla mezzanotte. La sonorità dei dodici colpi verrà, via via aumentata da strumenti a percussione fino al parossismo. Anche la luce aumenterà facendosi sempre più intensa e accecante sino al 12º colpo sul quale si farà improvvisamente buio completo e assoluto in tutto il teatro. Cala il sipario: il mondo è finito.